# Варшавський медичний університет
Варшавський медичний університет (пол. Warszawski Uniwersytet Medyczny) — найбільший польський вищий медичний навчальний заклад, у якому проводиться навчання студентів за 14 спеціальностями, також проводиться післядипломне навчання, докторантура, курси спеціалізації та вдосконалення. У виші навчається понад 9 тисяч студентів, у тому числі понад 700 іноземців. В університеті працює близько 1700 науково-педагогічних працівників, у тому числі 167 професорів.
Згідно з вебометричним рейтингом університетів світу за січень 2016 року університет із кількістю цитувань 24 327 перебуває на 1101 місці у світі.

## Історія
Варшавський медичний університет є одним із найстарших вищих медичних навчальних закладів Польщі. У 2009 році навчальний заклад відзначав 200-річчя медичної освіти у Варшаві.

### У період поділів Польщі
Організацію навчального закладу відносять до 1809 року, коли з ініціативи низки лікарів — Августа Вольфа, Гіацинта Дзярковського, Юзефа Чекерського і Францишка Брандта, а також асесора фармації Юзефа Целінського, засновано Лікарську Академію. У 1816 році академію перетворено на медичний факультет Варшавського університету. Університет функціонував до 1831 року, коли після Листопадового повстання уряд царської Росії ліквідував усі вищі навчальні заклади на території Королівства Польського. Навчання у вищому медичному навчальному закладі у Варшаві перервалось на 26 років, а професійний та науковий розвиток лікарської спільноти забезпечувало в цей час Варшавське лікарське товариство та Лікарська рада Королівства Польського.
Часте виникнення епідемій інфекційних захворювань і нестача кваліфікованих лікарів змусили російську владу ухвалити рішення про поновне відкриття вищого навчального медичного закладу. Спочатку в 1857 році відкрито Медико-хірургічну академію, яка продовжила традиції медичного факультету Варшавського університету, а в 1862 році академію перетворено на медичний відділ Варшавської головної школи.
Після Січневого повстання розпочинається посилення русифікації освітніх закладів Польщі, у тому числі й Варшавської головної школи. У 1869 році відкрито Імператорський Варшавський університет із медичним факультетом, у якому єдиною мовою викладання була російська, а замість місцевих польських викладачів часто присилали росіян. Це призвело до цього, що університет бойкотувала патріотична польська молодь, яка обирала для навчання Дерптський або Петербурзький університети.

### У період ІІ Речі Посполитої
Відродження польськомовного вищого навчального медичного закладу стало можливим лише після початку Першої світової війни, коли в 1915 році Варшава перейшла під контроль німецьких військ. Найбільш активним організатором нового польськомовного навчального закладу став лікар та громадський діяч Юзеф Брудзинський, який став першим ректором відродженого університету. У 1916 році створено окремий медичний факультет університету, перші 10 місяців навчання проходило на підготовчому медичному відділенні при природничо-математичному факультеті. першим деканом медичного факультету став професор Леон Кринський. Викладацький склад факультету складали як професори, які практикували у Варшаві, так і викладачі навчальних закладів. які перебралися до Варшави з інших міст, зокрема Кракова і Львова. Деякі з них знехтували своєю кар'єрою на попередньому місці роботи для створення з нуля варшавської вищої медичної школи. Серед них був відомий польський терапевт Владислав Глузінський, який перед першою світовою війною був деканом медичного факультету. а пізніше ректором Львівського університету.
Відроджений університет започаткував у своїй структурі окремий факультет з підготовки фармацевтів. Спочатку в 1915 році створено курси фармацевтів, які з початку 1917—1918 навчального року перетворено у Фармацевтичні студії. У 1920 році студії перетворено у фармацевтичний відділ медичного факультету університету. 26 січня 1926 року розпорядженням міністра віровизнань і освіти у Варшавському університеті створено перший у Польщі окремий фармацевтичний факультет. Його першим деканом став професор Владислав Мазуркевич.
У 1920 році у Варшаві заснований Державний стоматологічний інститут, який випускав зубних лікарів з вищою освітою. Проте цей інститут не мав усіх прав вищого навчального закладу, і в своїй освітній діяльності він опирався на медичний факультет Варшавського університету. Науковці факультету, які також проводили заняття й у стоматологічному інституті, забезпечували як необхідну кількість професорсько-викладацького складу вишу, так і високий рівень навчання в інституті. У 1933 році інститут перейменовано на Стоматологічну академію, яка в 1949 році включена до складу медичного факультету університету як стоматологічне відділення медичного факультету.

### Освіта під час Другої світової війни
Під час Другої світової війни працював таємний медичний факультет, який частково працював за програмою Приватного навчального закладу для допоміжного санітарного персоналу доктора Яна Заорського (пол. Prywatna Szkoła Zawodowa dla Pomocniczego Personelu Sanitarnego dr. Jana Zaorskiego, нім. Private Fachschule für Sanitares Hilfspersonal Dr. Jan Zaorski). Заняття в цьому навчальному закладі відбувалися в приміщеннях довоєнного медичного факультету (зокрема, в будівлі за адресою вул. Краківське Передмістя, 26/28, будівля корпусу фізіології та фізіологічної хімії), а також у варшавських лікарнях.
Студенти і лікарі надавали допомогу пораненим та брали участь у боях під час Варшавського повстання. Під час війни варшавська медицина зазнала великих втрат — з 23 професорів факультету залишилось лише 11, загинуло також багато лікарів, медичних сестер та студентів.

### Післявоєнний час
У 1950 році, після об'єднання виділених зі складу Варшавського університету медичного та фармацевтичного факультетів, а також приєднання до них Стоматологічної академії, утворено самостійний навчальний заклад — Варшавську медичну академію. У ній працювали або навчались ціла плеяда лікарів, які стали гордістю польської медицини: Людвік Гіршфельд, Ян Нелюбович, Тадеуш Орловський, Збіґнєв Реліґа. 22 березня 2008 року навчальний заклад перейменований на Варшавський медичний університет згідно постанови уряду від 23 січня 2008 року.

### Ректори Варшавського медичного університету

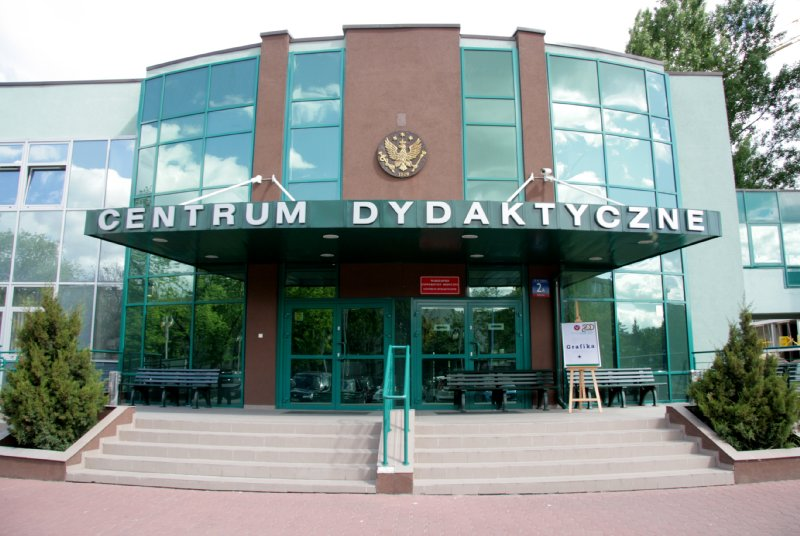
Навчальний центр Варшавського медичного університету

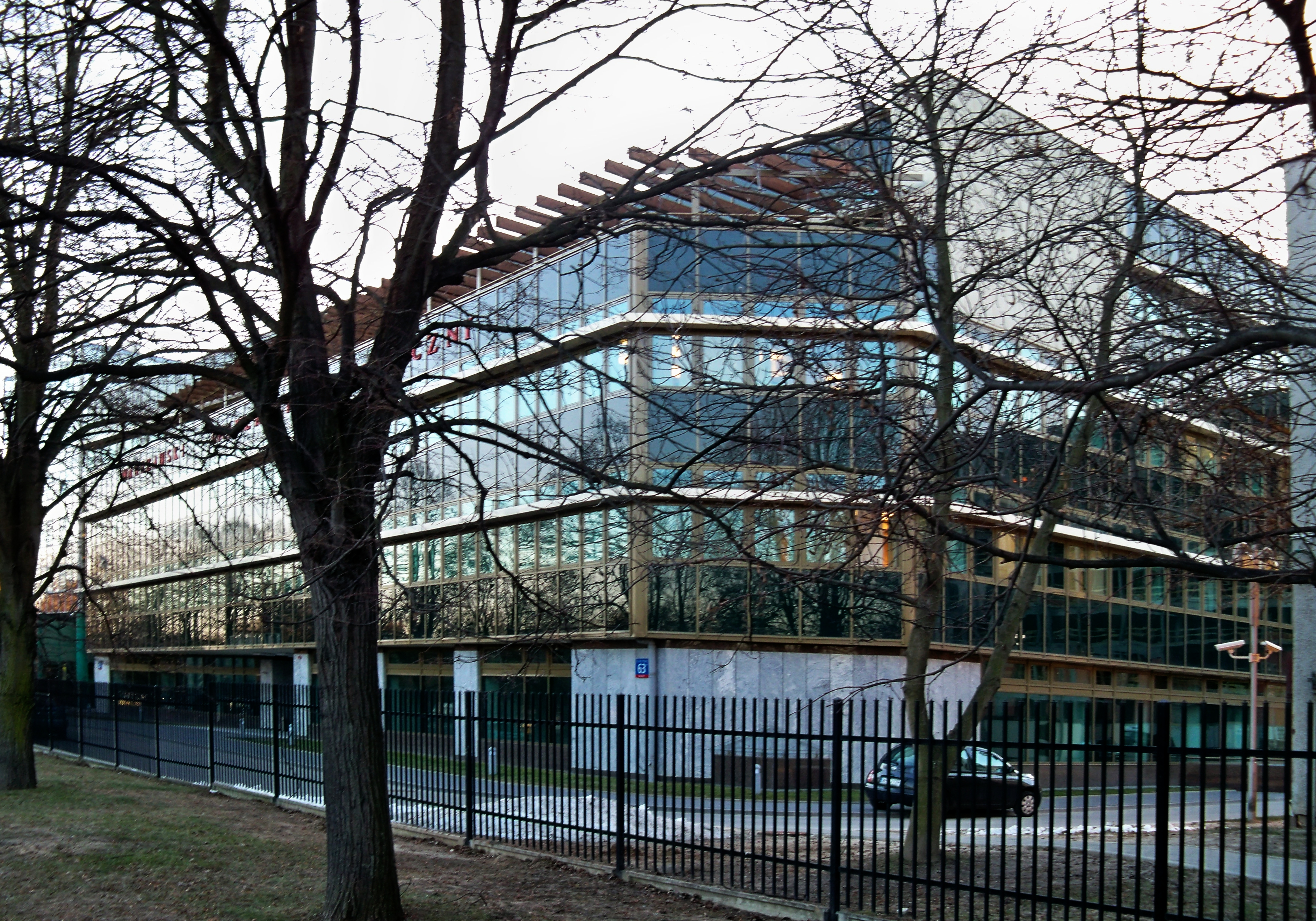
Будівля бібліотечно-інформаційного центру Варшавського медичного університету

- Ректори Варшавської медичної академії
  - 1950—1955: Францішек Чубальський
  - 1955—1962: Марцін Каспшак
  - 1962—1972: Болеслав Гурницький
  - 1972—1979: Щенсни Лешек Зглічинський
  - 1979—1981: Єжи Щербань
  - 1981—1987: Ян Нелюбович
  - 1987—1990: Богдан Прушинський
  - 1990—1996: Тадеуш Толлочко
  - 1996—1999: Анджей Гурський
  - 1999—2005: Януш Пекарчик
  - 2005—2008: Лешек Пончек
- Ректори Варшавського медичного університету:
  - 2005—2008: Лешек Пончек
  - 2008—2016: Марек Кравчик
  - з 2016: Мирослав Вельгось

## Факультети

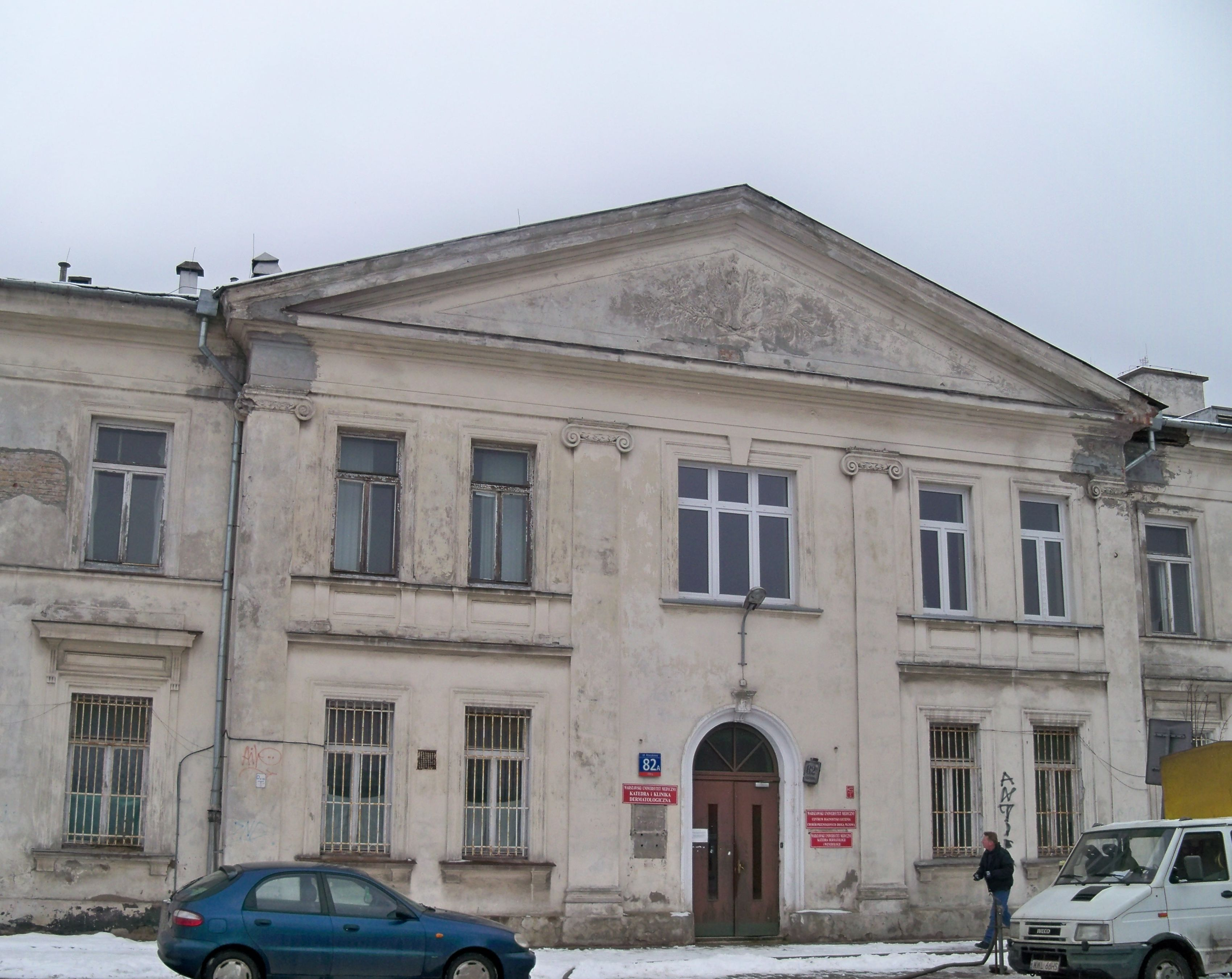
Кафедра дерматології і венерології, вул. Кошикова

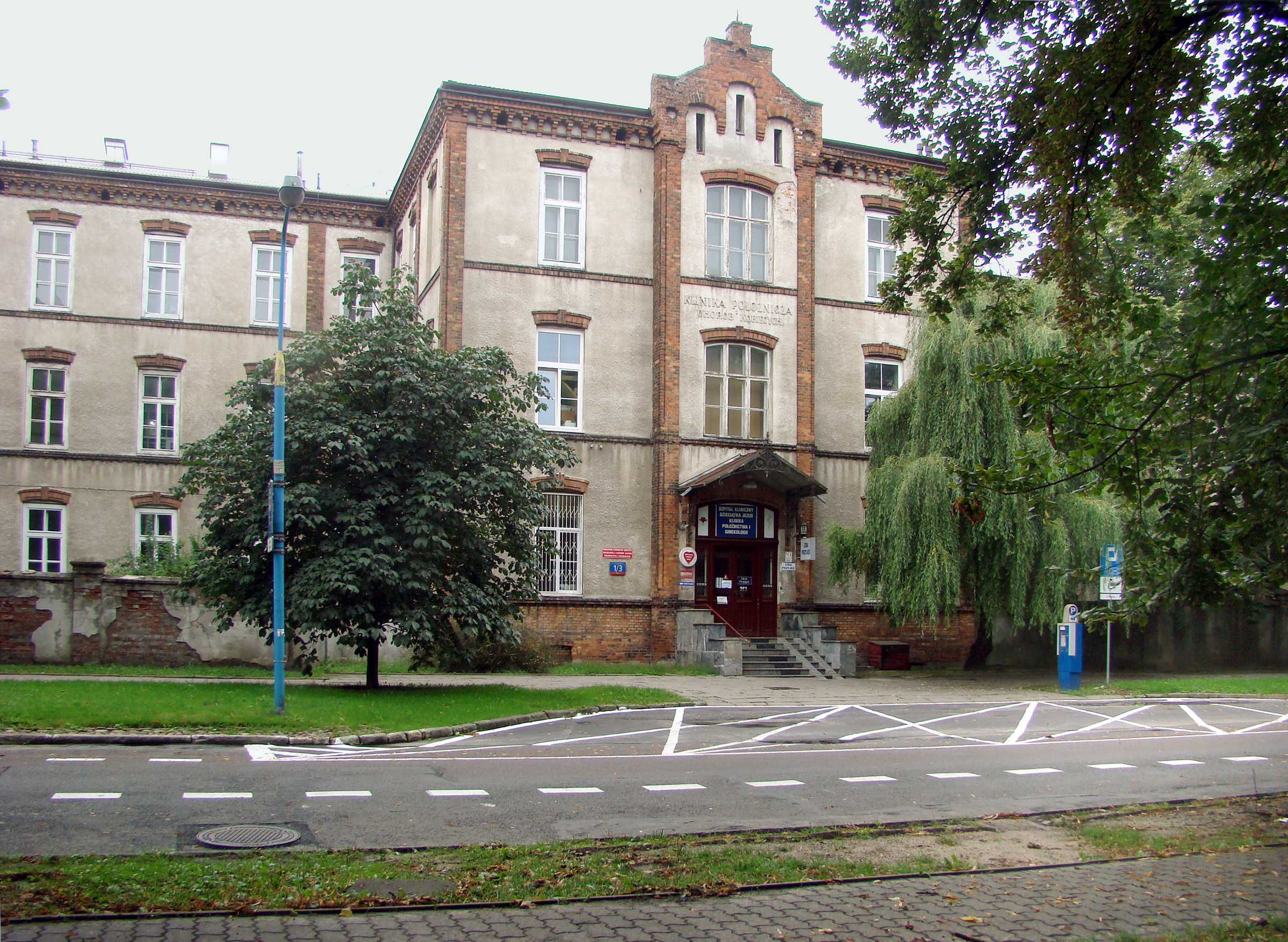
Кафедра і клініка акушерства і гінекології, вул. Старинкевича

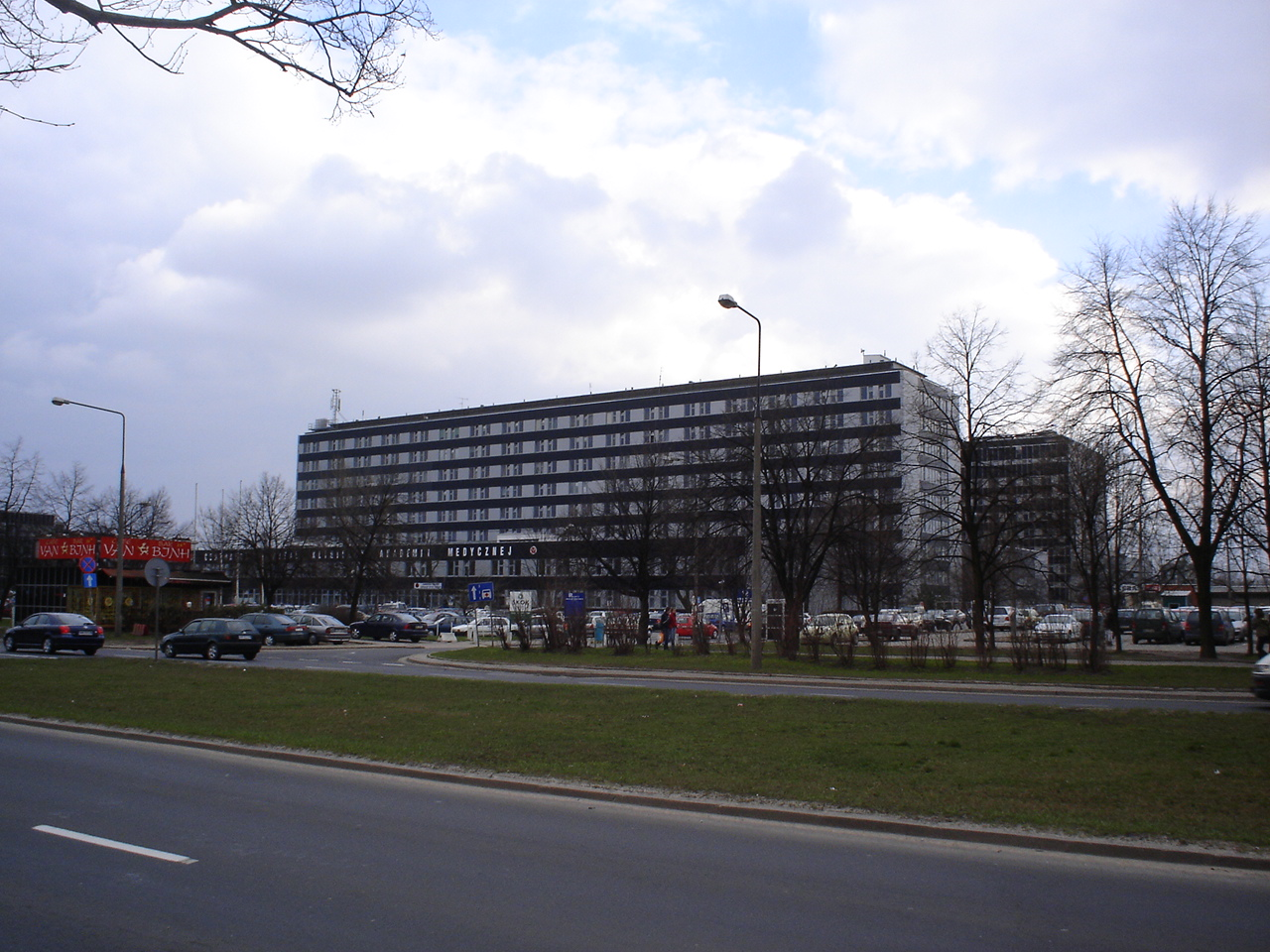
Найбільша лікарня в Польщі — Самостійна публічна центральна лікарня, вул. Банаха 1а у Варшаві

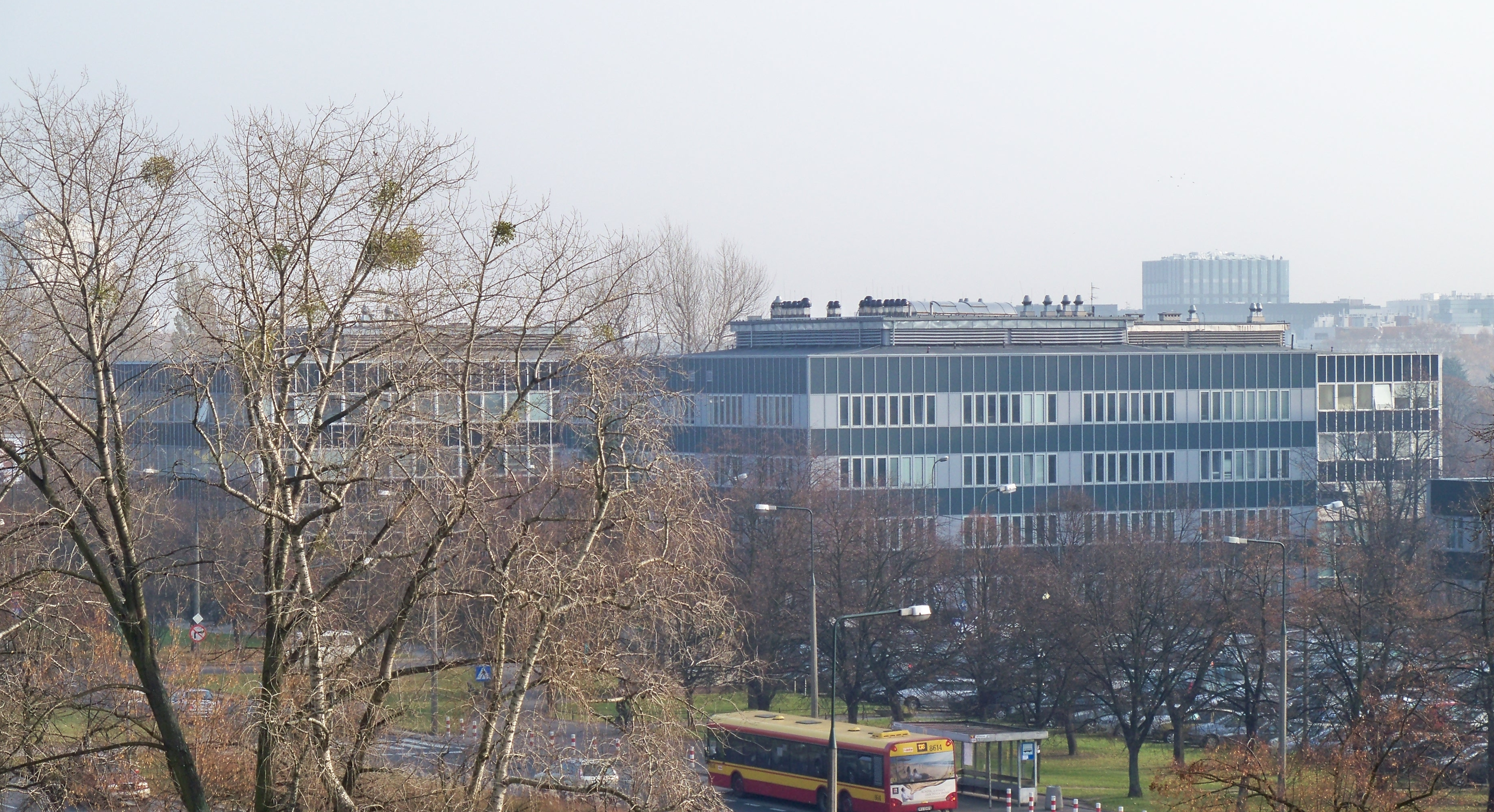
Фармацевтичний факультет, вул. Банаха

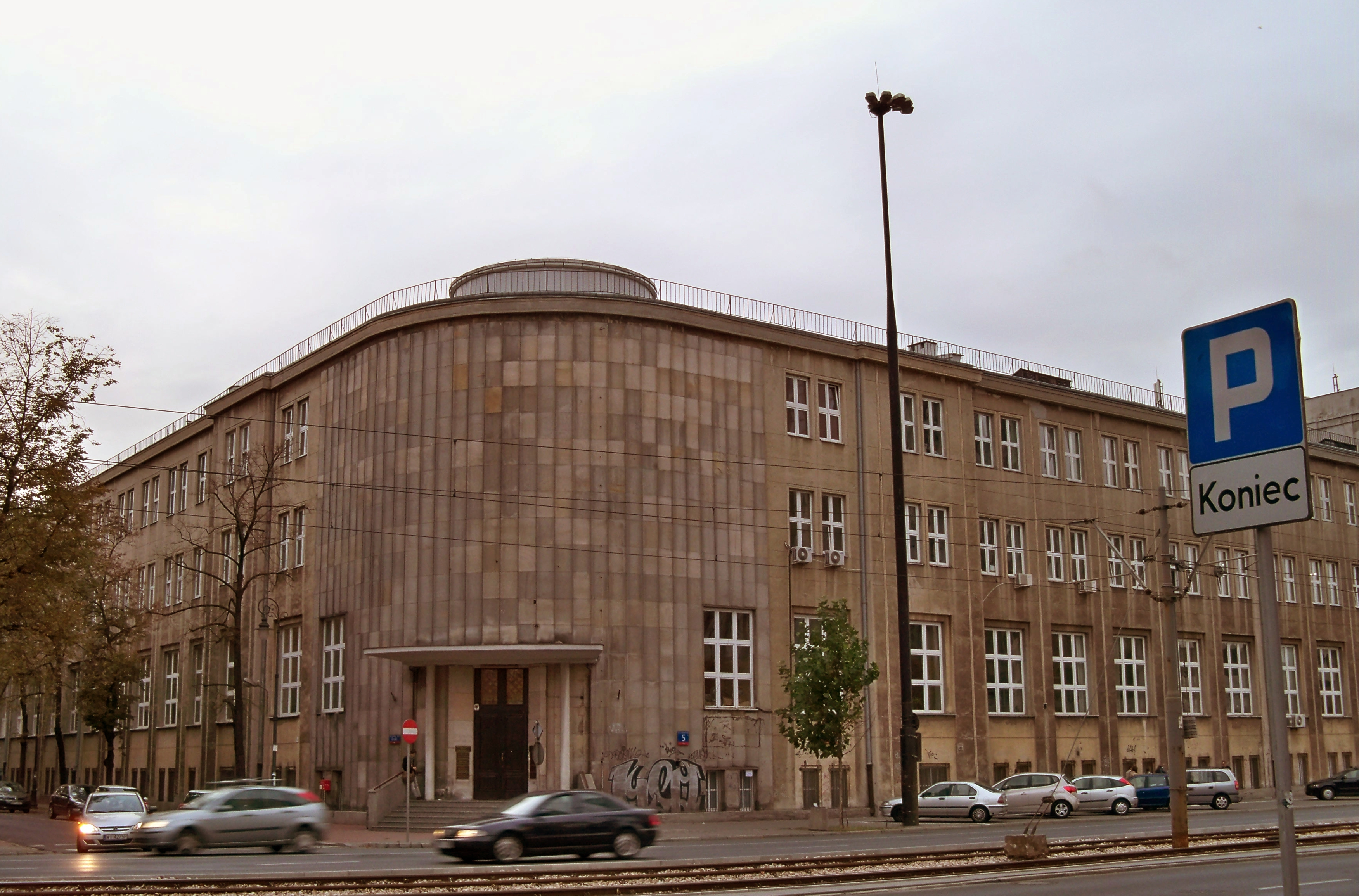
Collegium Anatomicum, вул. Очки

Основними організаційними одиницями Варшавського медичного університету є факультети, на яких проводяться наукові дослідження та навчальна діяльність у різних галузях медичних і фармацевтичних наук. На його факультетах проводиться навчання за 12 спеціальностями на двох рівнях: ліценціат і магістратура.
Факультети Варшавського медичного університету:
- І медичний факультет
- ІІ медичний факультет із відділенням навчання англійською мовою та відділом фізіотерапії
- Стоматологічний факультет
- Фармацевтичний факультет із відділом лабораторної справи
- Оздоровчий факультет із відділами медсестринства, громадського здоров'я та дієтології.

Навчальну діяльність також проводить Центр післядипломної підготовки, який відповідає за навчання лікарів, фармацевтів та магістрів-спеціалістів різних спеціальностей, пов'язаних із медициною.
І медичний факультет проводить підготовку спеціалістів за напрямками:
- електрорадіологія
- лікарський
- загальна та клінічна логопедія
- аудіофонологія із слухопротезуванням

ІІ медичний факультет із відділенням навчання англійською мовою та відділом фізіотерапії проводить підготовку спеціалістів за напрямками:
- лікарський — навчання проводиться польською й англійською мовами для іноземців (4-річне і 6-річне)
- фізіотерапія

Стоматологічний факультет проводить підготовку спеціалістів за напрямками:
- лікар-стоматолог — навчання проводиться польською й англійською мовами
- зубний технік

а також за спеціальністю (за напрямком громадське здоров'я):
- стоматологічна гігієна

Фармацевтичний факультет з відділом лабораторної справи проводить підготовку спеціалістів за напрямками:
- лабораторна справа
- фармація — навчання проводиться польською й англійською мовами

Оздоровчий факультет із відділами медсестринства, громадського здоров'я та дієтології проводить навчання за напрямками:
- дієтологія,
- медсестринство,
- акушерство,
- медично-рятувальна справа,
- громадське здоров'я.

## Клінічні лікарні

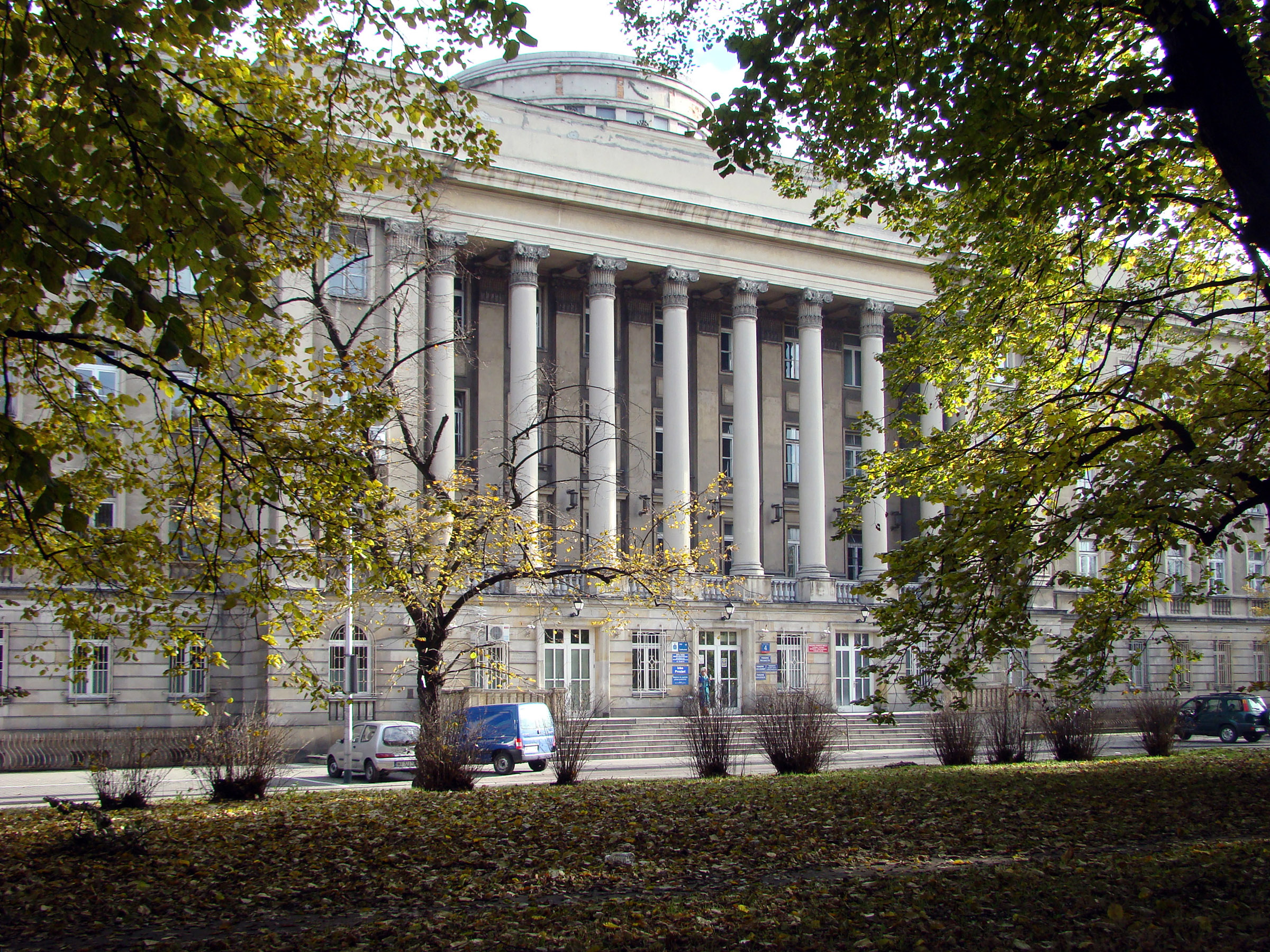
Клінічна лікарня Дитятка Ісуса, вул. Ліндлея

Варшавський медичний університет є засновником 5 клінічних лікарень, у яких проводиться лікувальна та навчальна діяльність, а також проводяться наукові дослідження. До них належать:
- Самостійна публічна центральна лікарня на вул. Банаха
- Самостійна публічна центральна офтальмологічна лікарня на вул. Сераковського
- Самостійна публічна центральна дитяча лікарня на вул. Жвирки і Вігури
- Клінічна лікарня Дитятка Ісуса на вул. Ліндлея
- Клінічна лікарня імені княгині Анни Мазовецької на вул. Карова

Також університет користується клінічними базами в інших лікувальних закладах Варшави та її околиць, у яких розташовані кафедри, клініки та інші установи навчального закладу.

## Наукові дослідження
У Варшавському медичному університеті проводяться наукові дослідження з вивчення патогенезу, діагностики, лікування, профілактики та оптимізації лікувального процесу з точки зору можливості проведення превентивних заходів при розвитку різних захворювань, а також успішність лікування, вивчення та оптимізація витрат на лікування захворювань у різних галузях медицини. У рамках цих досліджень проводяться експериментальні доклінічні та клінічні дослідження в усіх напрямках сучасної медицини, особливо так званих «хвороб цивілізації», лікування яких становить не лише істотну клінічну, а й серйозну економічну проблему. Варшавський медичний університет проводить науковий обмін з університетами з більшості країн Європи, зокрема Німеччини, Франції, Швеції, Нідерландів, Австрії, Великої Британії. Розвивається науковий обмін не тільки з європейськими університетами, а й з університетами США, Китаю, Індії, Японії.

## Міжнародне співробітництво
У Варшавському медичному університеті студенти навчаються на основі сучасних навчальних програм та європейських стандартів навчання, тому міжнародне співробітництво є одним із ключових моментів впроваджуваної стратегії навчання.
Варшавський медичний університет є членом ЮНЕСКО, Асоціації університетів Європи, Асоціації медичної освіти Європи та медичної асоціації Європейської кредитної трансферно-накопичувальної системи (ECTS-MA).
У рамках програми «Erasmus+» навчальний заклад співпрацює з 106, а в рамках програми «Central European Exchange Program for University Studies» (CEEPUS) співпрацює з 15 зарубіжними вищими навчальними закладами.
Університет реалізує обмін стипендіальними програмами для студентів і викладачів, а також багатосторонні проєкти. Науковці Варшавського медичного університету є не тільки партнерами у міжнародних проєктах, але й беруть участь у процесі оцінювання проєктів у Європейській комісії.
Важливим завданням Варшавського медичного університету є включення Польщі до програми European Clinical Research Infrastructures Network (ECRIN), метою якої є координація європейських наукових клінічних досліджень. Польща включена до цієї програми в рамках Загальнопольської академічної медичної платформи (пол. Ogólnopolska Akademicka Platforma Medyczna, скор. POLCRIN), у якій університет відіграє роль координатора.
Участь польських медичних закладів у мережі ECRIN є доповненням діяльності Центру доклінічних досліджень і технологій Варшавського медичного університету. У майбутньому польські структури ECRIN створять умови для проходження результатів, отриманих у центрі доклінічних досліджень і технологій, безпосередньо до бази даних ECRIN.
Основними зарубіжними партнерами університету є, зокрема, Алабамський університет, Абердинський університет, Університет Макгілла, Університет Оулу, Колумбійський університет, Університет Умео, та низка інших навчальних та лікувальних закордонних закладів.
Клінічні центри університету беруть участь у міжнародних мультицентрових клінічних дослідженнях, які спонсоруються великими фармацевтичними компаніями, зокрема, «Astra-Zeneca Pharm.», «GlaxoSmithKline», «Bayer», «Danone», «Nestle», «Astellas Pharma», «Novartis», «Servier», «Aventis Pharma», «Bristol Myers Squibb», «Roche», «Organon» та низка інших компаній.

## Кампуси
Варшавський медичний університет має два кампуси: Кампус Банаха і Кампус Ліндлея.
Найчастіше Варшавський медичний університет ототожнюють з Кампусом Банаха, який розміщений на ділянці між вулицями Банаха, Жвирки і Вігури, князя Тройдена і Павінського. У ньому знаходиться будівля ректорату, в якій знаходяться також більшість деканатів університету. Ректорат з'єднаний із будівлею навчального центру, в якому знаходиться центр вивчення іноземних мов, відділ обслуговування студентів та інші служби університету. Будівля з'єднана також із бібліотечно-інформаційним центром. в якому розміщена Головна бібліотека. у 2014 році відкрито Центр доклінічних досліджень і технологій. Кампус Банаха включає також будівлю фармацевтичного факультету та головну клінічну лікарню, оскільки ці будинки розміщені на вулиці Банаха. У 2015 році закінчено будівництво ще двох закладів університету: педіатричної лікарні та спортивно-реабілітаційного центру.
Кампус Ліндлея розміщений у самому центрі Варшави між вулицями Ліндлея, Кошиковою, Халубінського і Новогродзькою. У ньому розміщений Центр біоструктури і центр судової медицини, а також Будинок Медиків. На вулиці Ліндлея розміщена також Клінічна лікарня Дитятка Ісуса.

## Бібліотека
Головна бібліотека Варшавського медичного університету зберігає бібліотечні матеріали та забезпечує доступ до них студентам, працівникам навчального закладу та всім бажаючим особам. бібліотека виконує навчальну, наукову, обслуговуючу функції, а її головними завданнями є опрацювання, зберігання, забезпечення доступу до матеріалів бібліотеки, як друкованих видань, так і записаних на електронних носіях інформації, забезпечення якнайширшого доступу до інформації про національні та міжнародні здобутки в медицині та інших споріднених науках, реєстрація наукових праць працівників університету, можливість доступу до найсучасніших пошукових систем та найновішої наукової інформації за допомогою електронних медичних баз даних. Бібліотечний фонд складають понад 300 000 екземплярів друкованих книг, а також понад 33 000 електронних книг, а також 134 000 екземплярів періодичних видань, переважно польською та англійською мовами. Бібліотека передплачує 161 польські періодичні видання та 24 закордонних, надає доступ до 46 900 електронних періодичних видань та більш ніж до 20 медичних електронних баз даних. Інтернет-сторінка бібліотеки забезпечує доступ до необхідної літератури, яка міститься в польських та закордонних книгозбірнях.